# 趙博 (景泰進士)
趙博（1424年—？），字克周，直隸蘇州府崑山縣人，匠籍，明朝政治人物。進士出身。

## 生平
應天府鄉試第一百三十名。景泰五年（1454年）甲戌科會試第一百五十二名，殿試登進士第二甲第一百一十名。

## 家族
曾祖趙文善，曾任元醫學提領。祖父趙子良，曾任醫士。父亲趙恭。